# 猫のように
『猫のように』（ねこのように）は、1988年に製作された日本映画。中原俊監督。

## 概要
日活ロマンポルノが廃止された1988年に、当時すでにメジャー路線で活躍していた中原俊が古巣に戻って撮った映画。
中原がメジャーで売れていたのに加え、人気グラビアアイドルの橘ゆかりが主演し、同年最大級のメジャー日本映画『マルサの女2』でも重要な役割を演じた上田耕一が脇役で登場、なお時期を同じくして人気がうなぎのぼりだったウッチャンナンチャンの劇団仲間であるコンビも共演した。

## ストーリー
大学で心理学を専攻する麻子は、同じキャンパスで図書館に勤める姉の羊子と二人暮らし。1人立ちできない麻子に振り回される子守のような人生をまぎらわすため羊子はよなよな男漁りに精を出す。
バイセクシャルに育った麻子は姉の男関係が気に入らず、無二の友人ゆみに恋人ができたことを機に、干渉しては攻撃的にたちまわるようになる。
そしてある日、羊子を監禁した麻子は心中を図った。麻子のすさんだ心を癒すことができたのは心理学者ではなく、姉からの愛だった。

## キャスト
- 草間羊子：吉宮君子
- 草間麻子：橘ゆかり
- 森下ゆみ：川崎葉子
- 三宅信光：森川正太
- 三宅文子：志水季里子
- 三宅国明：山ノ井隆信
- 森下勇一：上田耕一
- 森下和代：横山道代
- 桑田：河原さぶ
- 谷口研：田中和治
- 吉野ツトム：入江雅人
- 松浦：鶴田忍